# Nicoletti (famiglia)
I Nicoletti furono nobili ed appartenevano alla classe sociale ternana dei Cittadini, anch’essi, come i Ciancherotti, erano imparentati con i Tomassoni.

## Notizie generali
Nelle Antiche Riformanze del 23 aprile 1598 Giovan Battista Nicoletti è citato insieme agli Spada, ai Cittadini e ai Castelli, ovvero ad alcune delle famiglie della migliore nobiltà ternana. Egli fu figlio di una sorella di Lucantonio Tomassoni. La famiglia Nicoletti abitava al centro della Terni dell'epoca, nel Rione Amengoni, nella Platea Columnarum, successivamente chiamata Piazza Maggiore, Piazza Pubblica, Piazza Vittorio Emanuele II, Piazza del Popolo, ed oggi Piazza della Repubblica. Il loro palazzo aveva il fronte sulla piazza a lato del Palazzo Apostolico, poi Comunale ed è ben identificato con il numero 57 sulla Pianta Antica della Città di Terni dell'editore olandese Pierre Mortier, dove era chiamato Palazzo del Sig. Cap. Nicoletti. Giovan Battista Nicoletti, nipote di Alessandro e Lucantonio Tomassoni, fu Alfiere nell'esercito di Pompeo e Giovanni Prospero Colonna nel 1565, partecipò con successo alla battaglia navale di Lepanto nel 1571 e con lui altri ternani di stirpe nobile e borghese.

## I più importanti componenti della famiglia
- Cristoforo Leonardo Nicoletti, eletto Castellano della Rocca di San Giovanni in Persiceto da Papa Martino V[4], (XV secolo).

- Giovan Battista Nicoletti, avventuriero e soldato (alfiere) mercenario, (XVI secolo).

- Giuseppe Nicoletti, nobile di Terni, politico, Anziano della Città di Terni e Gonfaloniere sotto lo Stato Pontificio e Guardia nobile Pontificia[5] negli anni venti dell'Ottocento, fino a raggiungere il grado di capitano. Primo sindaco di Terni dopo la proclamazione del Regno d'Italia, Cavaliere dell'Ordine dei SS. Maurizio e Lazzaro[6]. Era figlio del Nob. Diego Nicoletti di Terni e della contessa Luigia Crespi.